# Jind Kaur
Maharani Jind Kaur (Gujranwala, ca. 1817 - Kensington, 1 augustus 1863), ook bekend als rani Jindan, was regent van het Sikhrijk tussen 1843 en 29 maart 1847 en nadat het Sikhrijk was opgeheven kozen de Sikhs haar tot maharani als opvolger van haar zoon Dalip Singh. Deze claim werd niet geaccepteerd door de Britten die het Sikhrijk overnamen.

## Biografie

### Vroege jaren
Jind Kaur werd geboren als de dochter van Manna Singh Aulakh, de kennelhouder van maharadja Ranjit Singh. Toen ze de puberteit bereikte bood haar vader aan de maharadja aan. Met veel gevlei wist Aulakh de oude Ranjit Singh te overtuigen en ze werd in 1835 op achttienjarige leeftijd de zeventiende vrouw van de maharadja.
Twee jaar nadat het huwelijk was voltrokken raakte Jind zwanger. Door de gebreken waarmee de maharadja in de laatste jaren van zijn leven kampte werd er aan het hof gefluisterd dat haar kind verwekt was door een jonge knappe waterdrager. Om een einde aan het geroddel te maken verklaarde Ranjit Singh in het openbaar dat Dalip Singh zijn zoon was.

### Regentschap
In de jaren na de dood van Ranjit Singh volgde diverse van zijn kinderen hun vader voor korte tijd op. Na de dood van Sher Singh was alleen Dalip Singh nog over. Op 18 september 1843 werd de vijfjarige tot de nieuwe maharadja gekroond. Na diens kroning verliet Jind de vrouwenvertrekken om in naam van haar kind de heerschappij op zich te nemen. Ze benoemde haar broer Jawahar Singh tot haar vizier.
In 1845 kwam Dalip Singhs niet erkende halfbroer Pashaura Singh Kanwar in opstand om zelf de troon op te eisen. Jawahar Singh wist hem te verslaan, maar verbrak hij kastenbeginsel door hoogstpersoonlijk deze prins te wurgen. Na terugkomst in Lahore werd Jawahar Singh voor de ogen van Jind Kaur vermoord door de Sikhs.
Een paar weken lang rouwde Jind om de dood van haar broer om daarna haar taken als regentes weer op te pakken. Enkele maanden later brak de Eerste Sikhoorlog uit tussen de Sikhs en de Britse Oost-Indische Compagnie. De Britten wisten de oorlog te winnen en op 9 maart 1846 tekenden ze met de Sikhs het Verdrag van Lahore. In de verdragsvoorwaarden waren vernederende voorwaarden opgesteld waardoor de Sikhs moesten betalen voor de Britse bezettingsmacht.

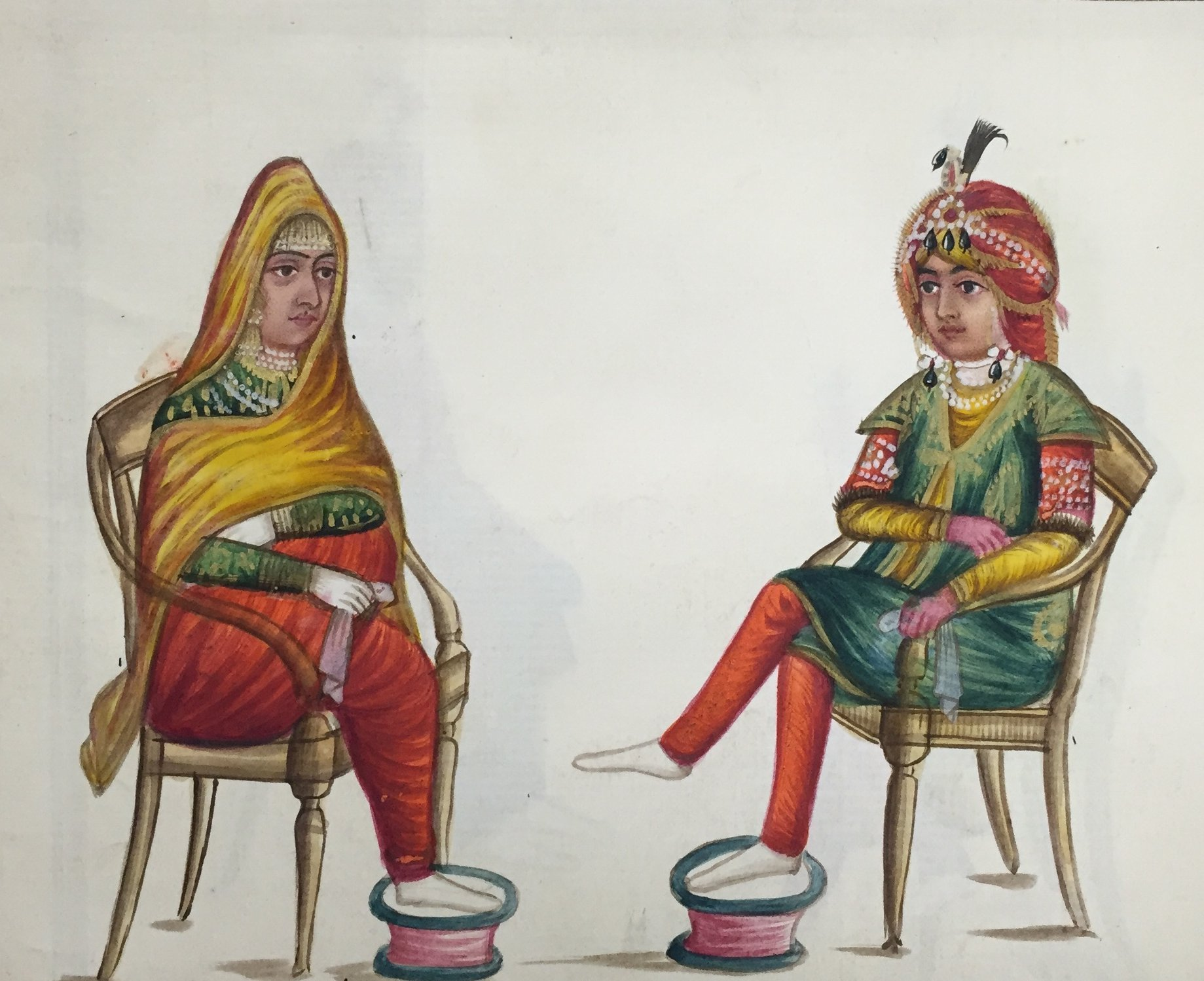
Jind Kaur samen met haar zoon Dulip Singh

Jind was een van de weinige die zich verzette tegen deze verkapte annexatie. Ze instrueerde haar zoon Dalip Singh dan ook om aan de generaal Tej Singh te belenen met de stad Sialkot, omdat dit een belediging voor Dalip was. Hiermee wekte ze de woede van de Britten.

### Gevangenschap
De Britten gingen over tot een hardhandige verwijdering van Jind uit het paleis van Lahore. Ze werd eerst tien dagen lang opgesloten in het fort van Lahore en daarna in Sheikhupura. In de periode dat ze gevangen zat brak de Tweede Sikhoorlog uit. Ook deze oorlog wonnen de Britten waarop ze Dulip Singh dwongen om te abdiceren en zijn gebieden over te dragen aan de Oost-Indische Compagnie. Na deze annexatie kwam ze vast te zitten in het fort van Chunar.
Hier wist ze op 18 april 1849, vermomd als een slavenmeisje, te ontsnappen. Ze wist Kathmandu te bereiken waar ze de bescherming kreeg van de Nepalese overheid. In Nepal was ze technisch een gevangene. Minister Jungh Bahadur Rana misgunde haar elke cent van het pensioen dat hij haar zei toe te staan.

### Ballingschap
In de tussentijd was haar zoon in het Verenigd Konkrijk uitgegroeid tot een Britse aristocraat en in 1860 nam hij contact met zijn moeder op om haar te ontmoeten. De inmiddels blinde Jind Kaur ontmoette haar zoon in Calcutta op 18 januari 1861. Ze kreeg vervolgens de toestemming om met haar zoon naar het Verenigd Koninkrijk te vertrekken en ging wonen in Lancaster Gate, Londen. Ze verbleef ook enige tijd op Mulgrave Castle en vervolgens in Abingdon House in Londen.

## Nalatenschap
Ze overleed op 1 augustus 1863 aldaar en werd begraven in Kensal Green cemetary en in 1864 werd ze door haan zoon in India aan de rivier de Godavari gecremeerd. Hier werd een klein gedenkteken voor haar opgericht en in 1924 werden haar overblijfselen door haar kleindochter Bamba Sutherland naar Lahore gebracht.
- Gemeinsame Normdatei: 124481205
- International Standard Name Identifier: 0000 0000 2256 8861
- Library of Congress Control Number: n83001671
- Nationale Bibliotheek van Israël: 987012124764905171
- Virtual International Authority File: 23075564
- WorldCat: E39PBJcccqyjgrrxqycrRGTT73